# Aphonopelma brunnius
Aphonopelma brunnius là một loài nhện trong họ Theraphosidae.
Loài này thuộc chi Aphonopelma. Aphonopelma brunnius được Ralph Vary Chamberlin miêu tả năm 1940.